# Pescosolido
Pescosolido is een gemeente in de Italiaanse provincie Frosinone (regio Latium) en telt 1607 inwoners (31-12-2004). De oppervlakte bedraagt 44,5 km², de bevolkingsdichtheid is 36 inwoners per km².

## Demografie
Pescosolido telt ongeveer 576 huishoudens. Het aantal inwoners steeg in de periode 1991-2001 met 6,4% volgens cijfers uit de tienjaarlijkse volkstellingen van ISTAT.
| Jaar | Inwoneraantal |
| ---- | ------------- |
| 1991 | 1473          |
| 2001 | 1568          |

## Geografie
De gemeente ligt op ongeveer 630 m boven zeeniveau.
Pescosolido grenst aan de volgende gemeenten: Balsorano (AQ), Campoli Appennino, Sora, Villavallelonga (AQ).